# Expo 58
A Expo 58, também conhecida por Feira Mundial de Bruxelas e Exposition Universelle et Internationale de Bruxelles (Exposição Universal e Internacional de Bruxelas), decorreu entre 17 de Abril a 19 de Outubro, em 1958. Foi a primeira grande Exposição Mundial depois da Segunda Guerra Mundial. 
Perto de 15 000 trabalhadores passaram três anos a construir nos 2 km² que constituem o recinto; fica em Heysel, a sete km de Bruxelas, na Bélgica. O local é sobretudo conhecido devido ao enorme modelo de  um átomo denominado Atomium; que depois de algumas décadas continua a ser um dos pontos de referência na capital belga.
Mais de 42 milhões de pessoas visitaram a Expo 58, que abriu com um discurso apelando à paz mundial e ao progresso económico pelo rei Balduíno I.

## Galeria

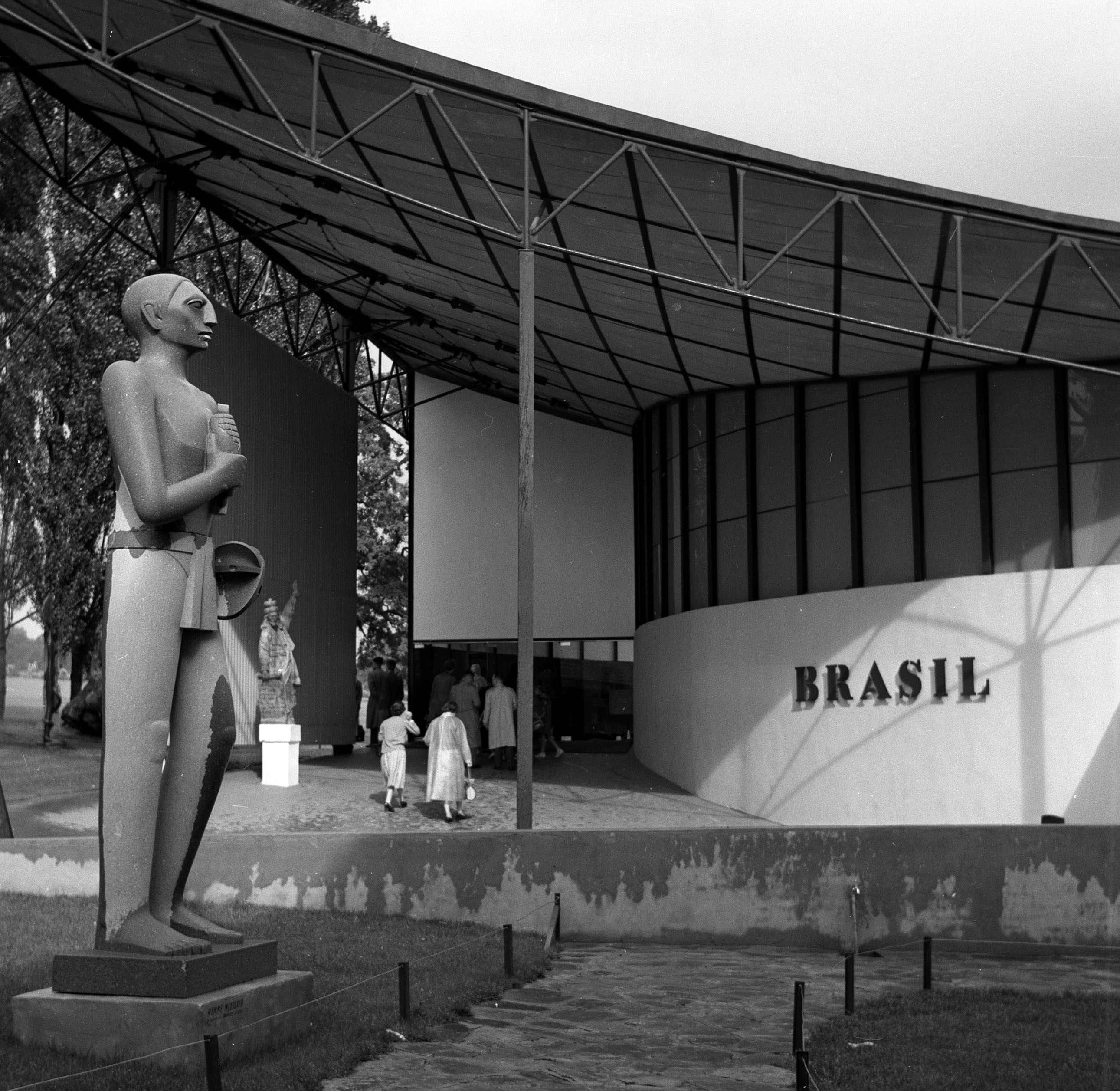
Pavilhão do Brasil
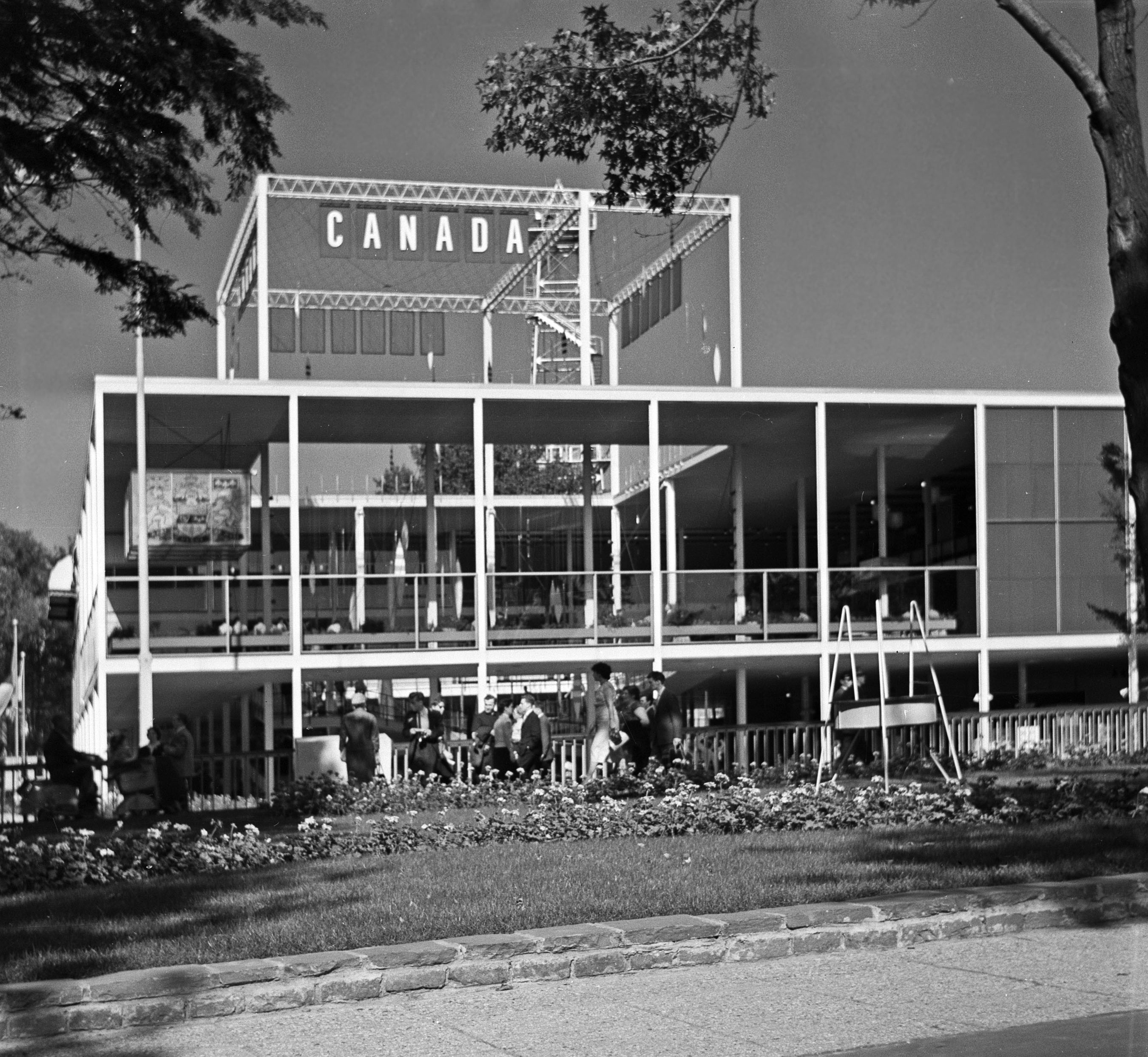
Pavilhão do Canadá
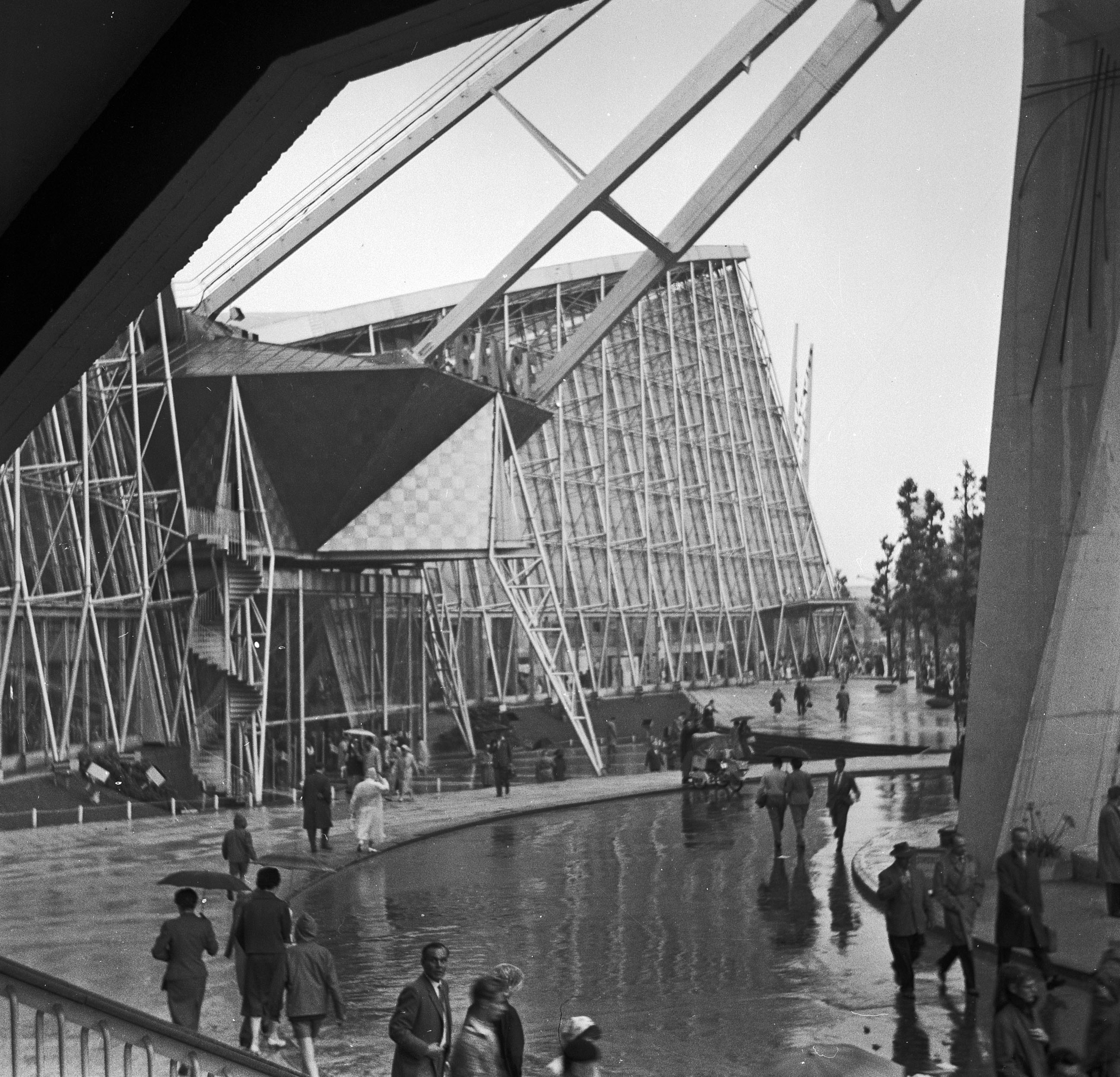
Pavilhão da França
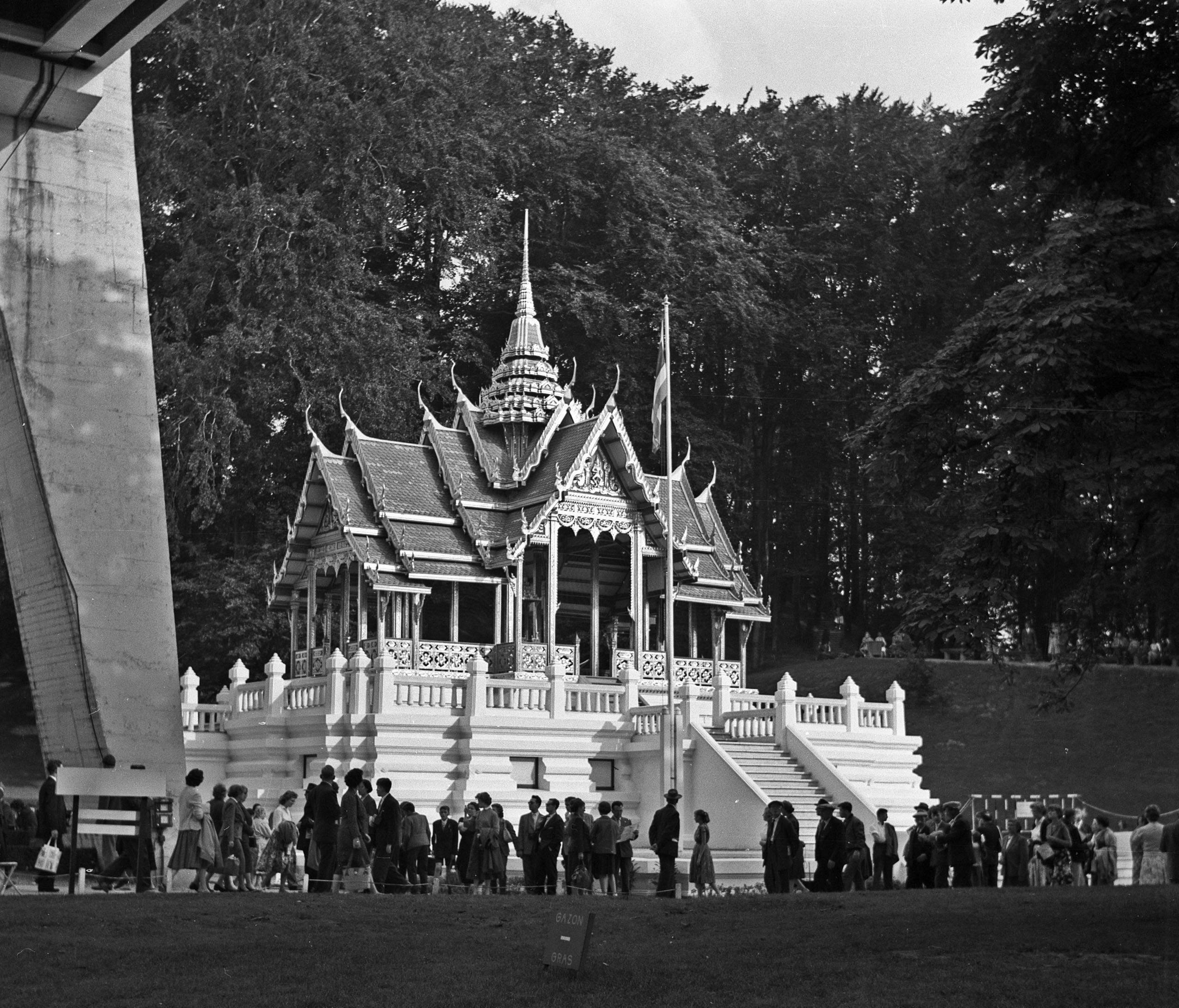
Pavilhão da Tailândia
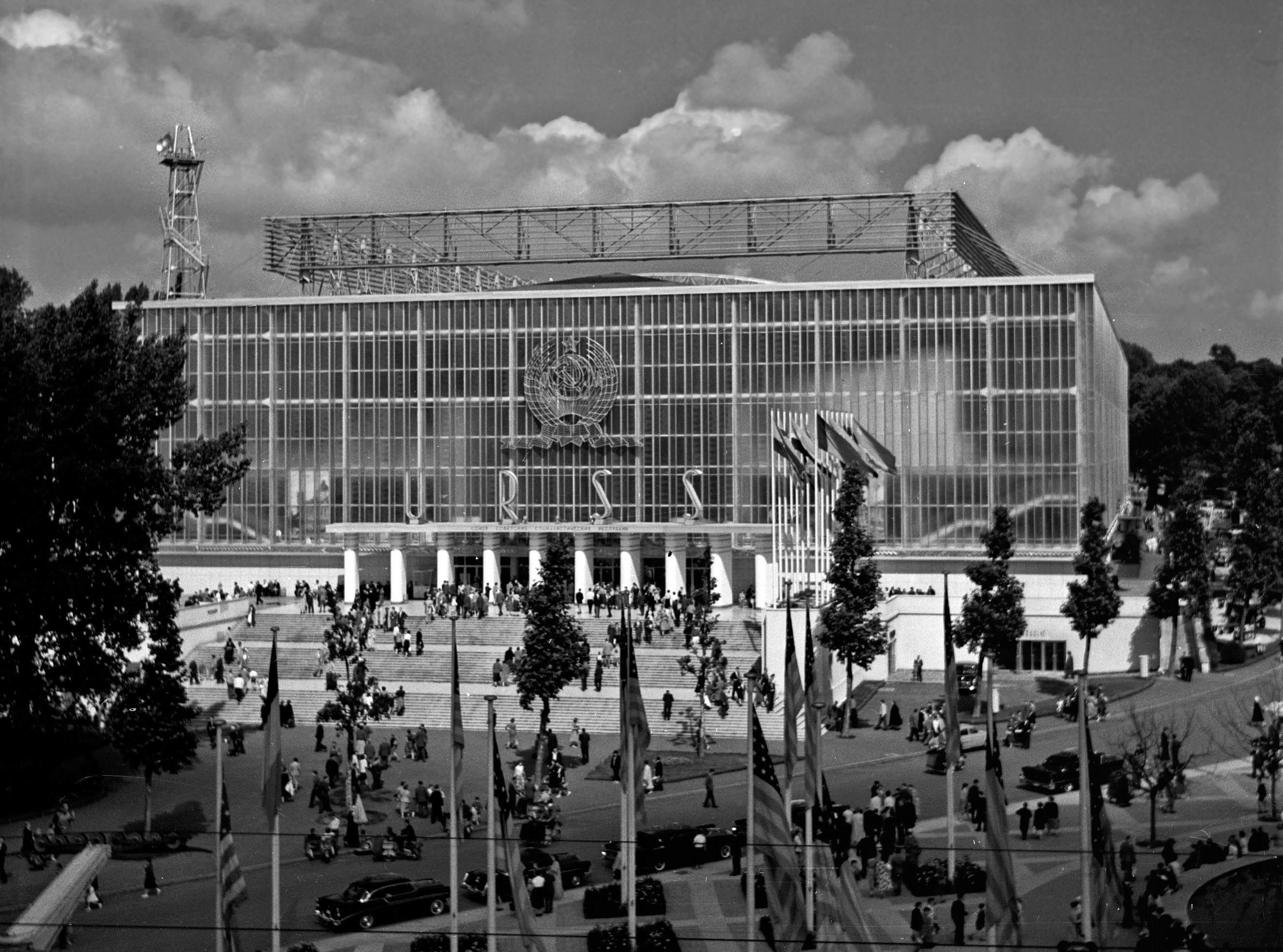
Pavilhão da União Soviética
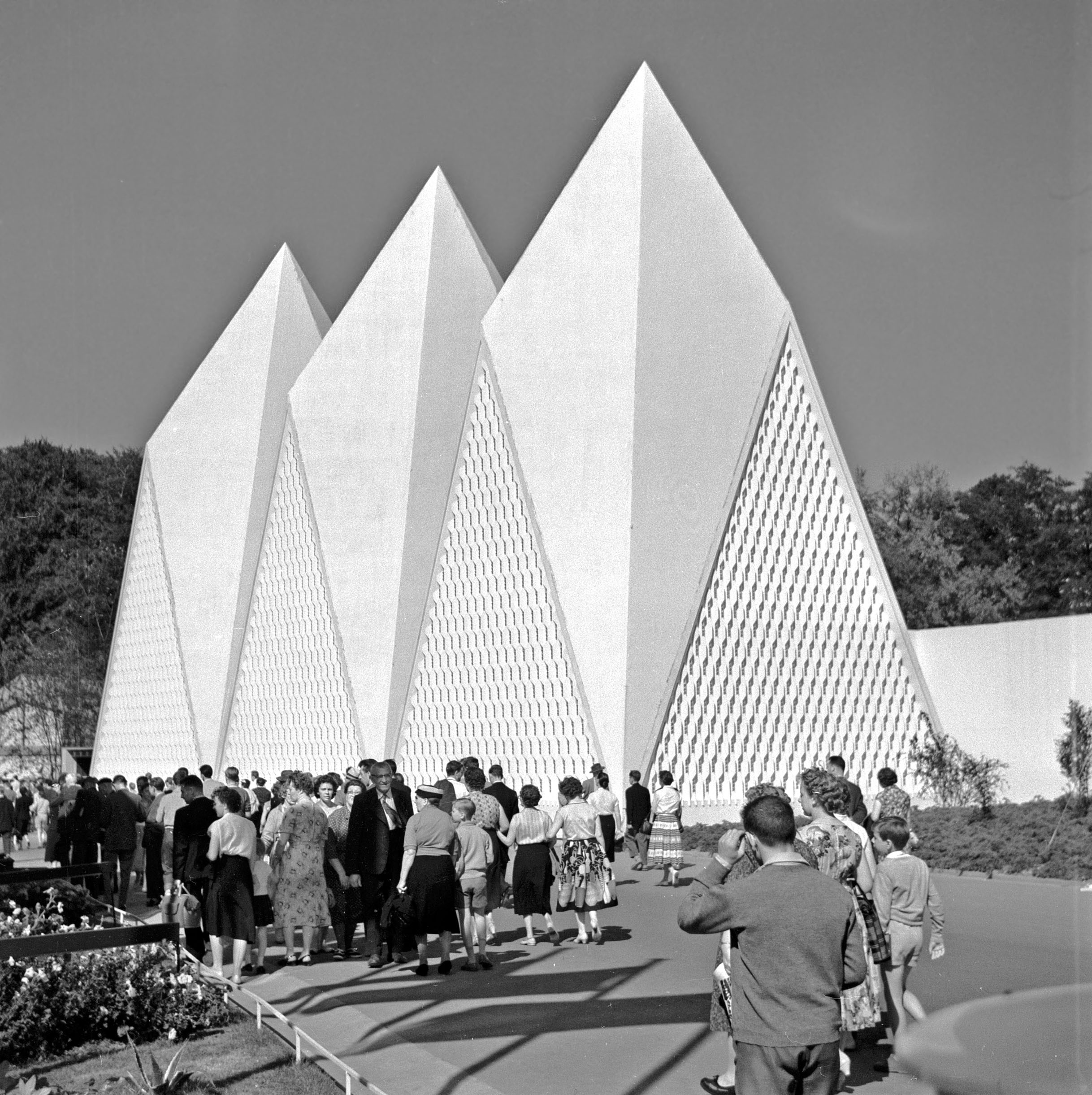
Pavilhão do Reino Unido
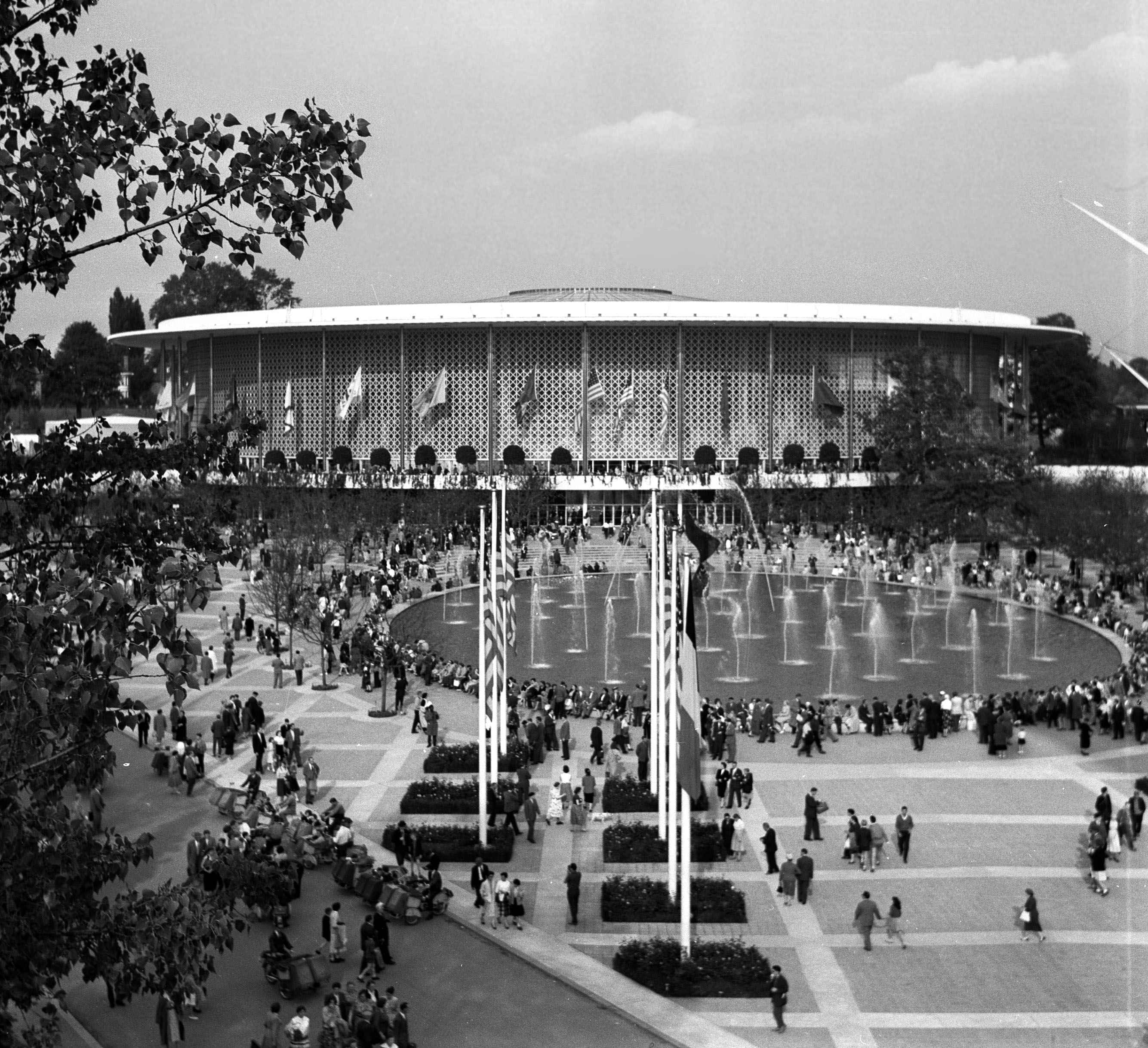
Pavilhão dos Estados Unidos
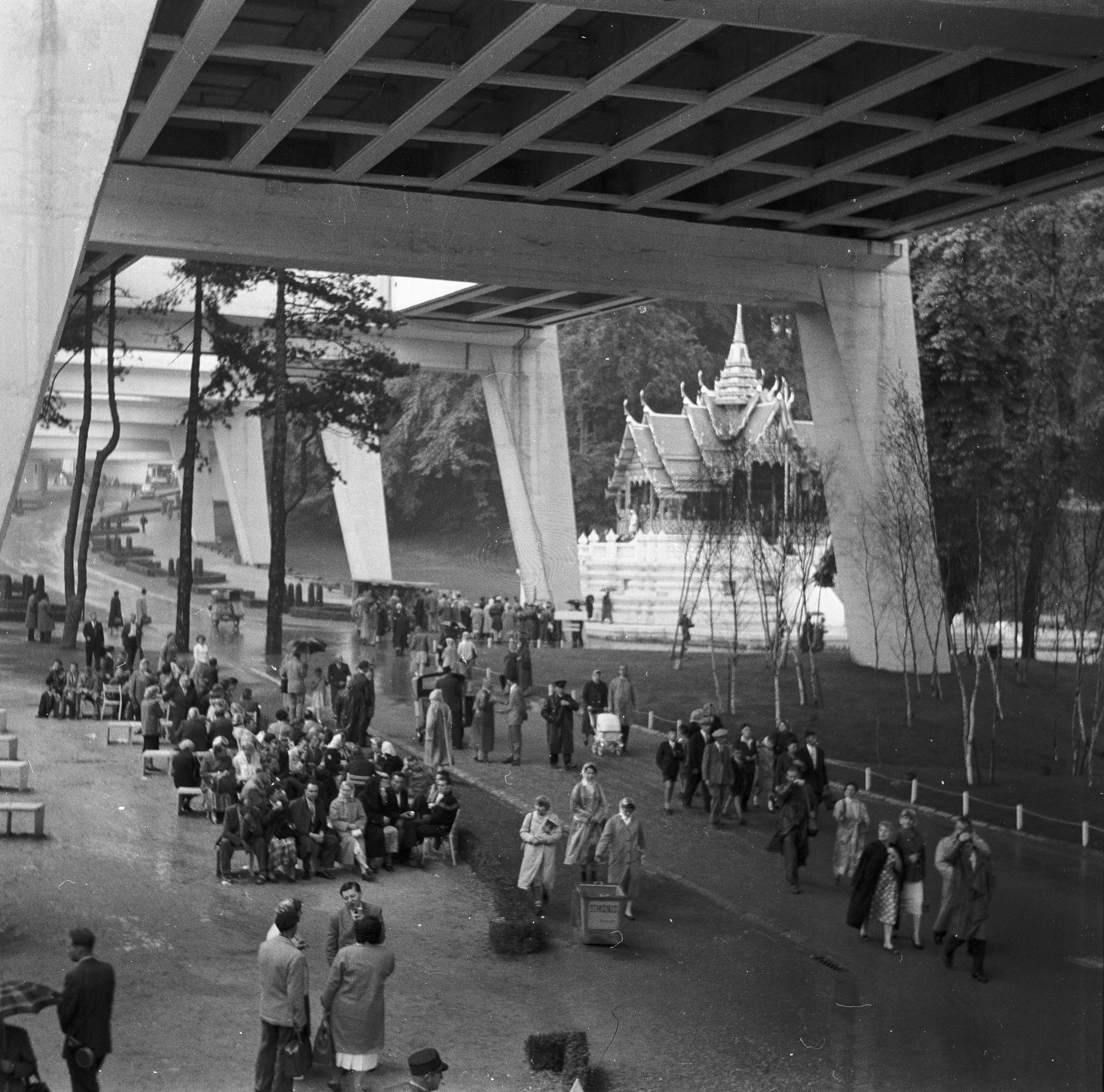
Foto do Pavilhão da Tailândia
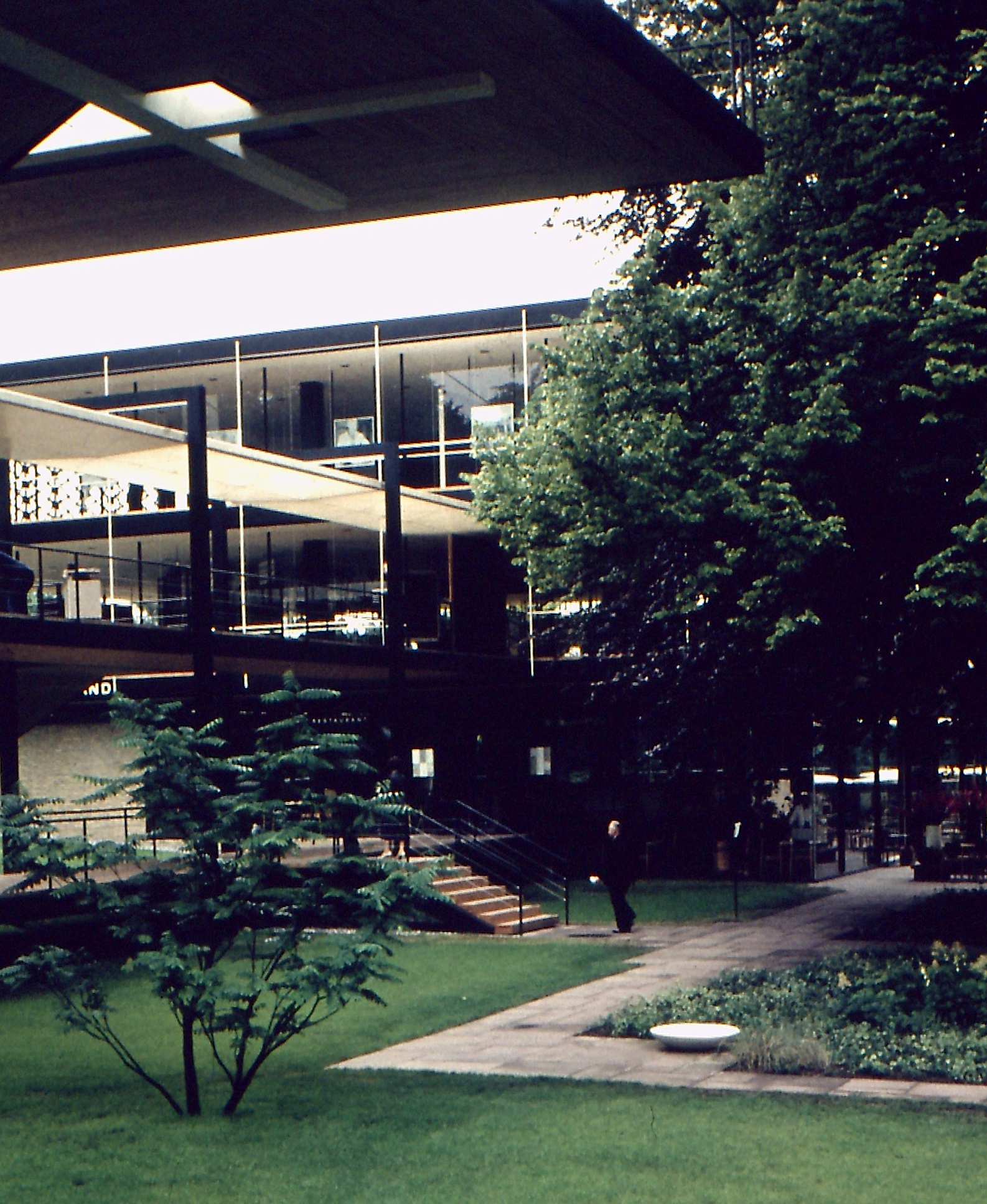
Pavilhão da Alemanha
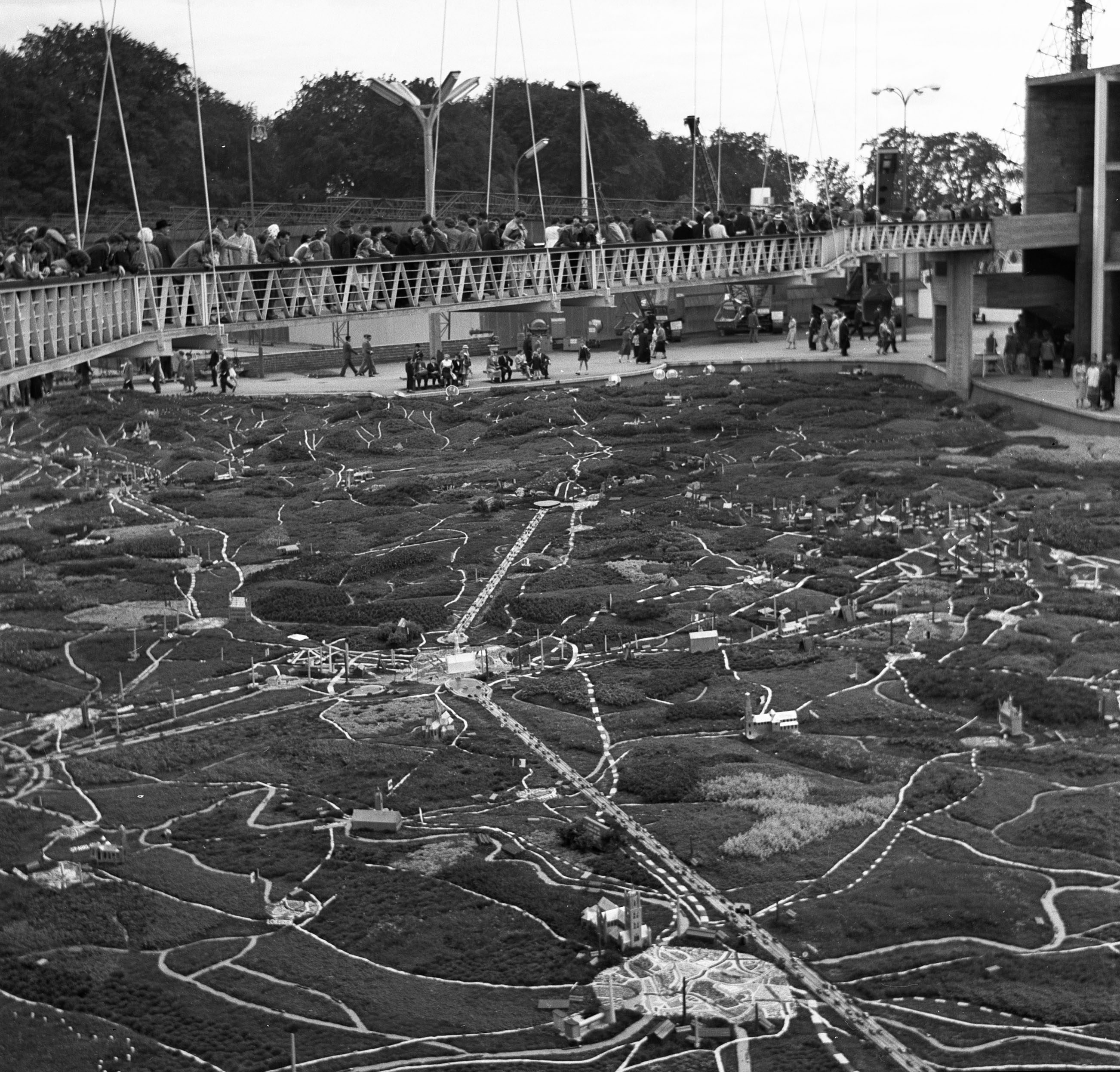
Expo 58
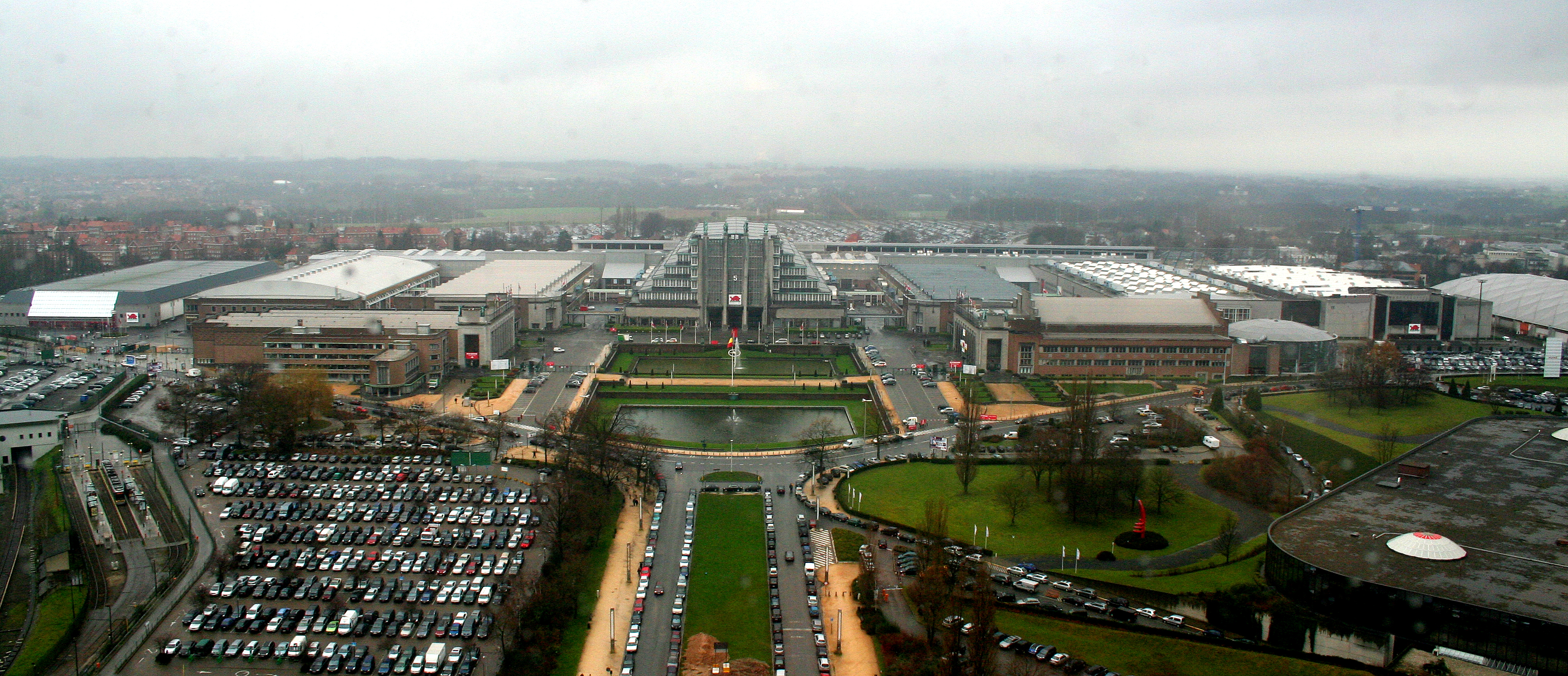
Palácio do Centenário
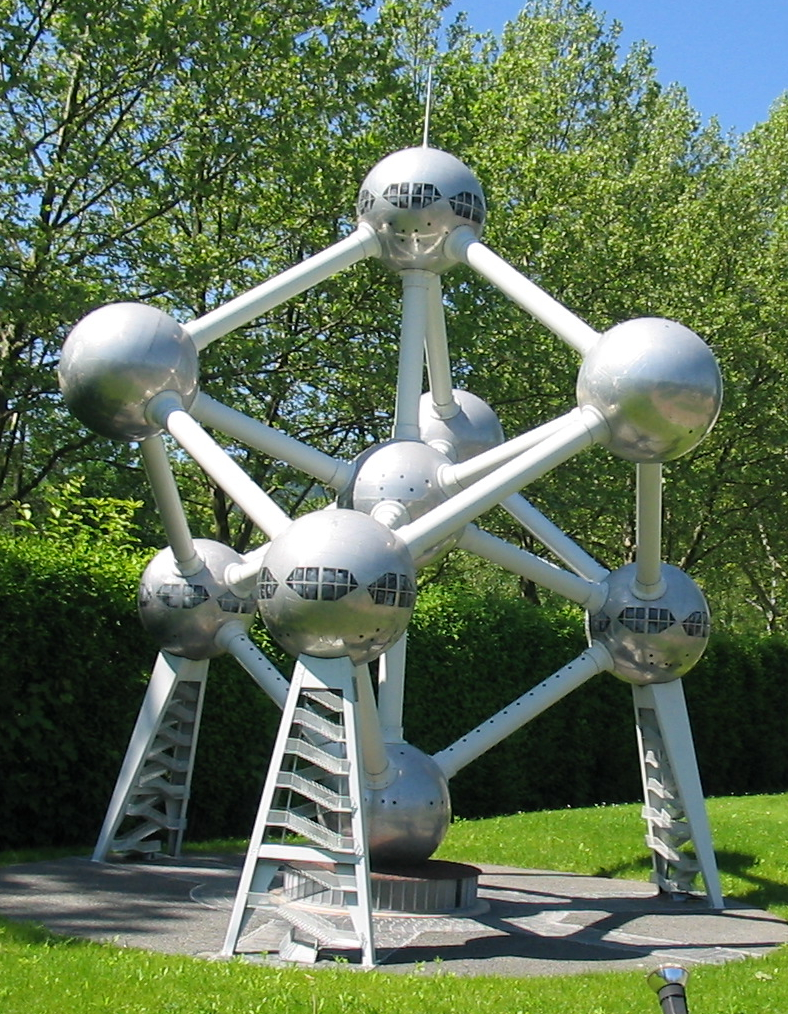
Réplica do Atomium